# Lea Sirk
Lea Sirk, född 1 september 1989 i Goriška Brda i Jugoslavien, är en slovensk sångerska. Hon representerade Slovenien i Eurovision Song Contest 2018 med låten "Hvala, ne!".